# Skotterud
Skotterud è un villaggio della Norvegia, situato nella municipalità di Eidskog, nella contea di Innlandet.